# Anatoli Loenatsjarski
Anatoli Vasiljevitsj Loenatsjarski (Russisch: Анатолий Васильевич Луначарский, andere spelling: Anatolij Vasil'evitsj Lunatsjarskij (ook gespeld met de Engelse transliteratie Lunacharsky), (Poltava, 11 november 1875 – Menton, 26 december 1933) was een Sovjet-Russisch politicus, auteur en publicist.
Loenatsjarski was afkomstig uit de lage adel. In 1894 week hij uit naar Zwitserland en in 1895 sloot hij zich aan bij de Russische Sociaal Democratische Arbeiderspartij (RSDAP). Hij ontmoette Rosa Luxemburg en Leo Jogiches, met wie hij vriendschap sloot. Na zijn terugkeer naar Rusland in 1896 zat hij om zijn activiteiten gevangen in Siberië. In 1901 of in 1902 kwam hij vrij en vestigde zich in Kiev. Hij sympathiseerde sinds 1903 met de bolsjewieken, doch sloot zich pas in de zomer van 1917 bij hen aan.
Na zijn vrijlating werkte hij als redactielid voor diverse revolutionaire en socialistische bladen. Samen met de schrijver Maksim Gorki en de bolsjewist Alexander Bogdanov richtte hij de extreemlinkse 'Voorwaarts'-Groep op. Deze Voorwaarts-Groep kwam spoedig in conflict met Lenin, omdat de laatste de Voorwaarts-Groep niet materialistisch genoeg vond.
Met Gorki en Bogdanov richtte Loenatsjarski ook de 'Beweging van de Godbouwers' op. Loenatsjarski meende dat de mens met behulp van de wetenschap bovenmenselijke wonderen zou kunnen doen, of, zoals hij het zelf noemde, "Bijbelse wonderen". Loenatsjarski was daarnaast overtuigd dat de mens een religieus wezen is en daarom moest het marxisme ook een vorm van atheïstische spiritualiteit kunnen bieden. (Loenatsjarski noemde de antigodsdienstpropaganda in de USSR "bourgeoisachtig" en contraproductief) Lenin weigerde de Godbouwers te erkennen.
In de zomer van 1917 verzoende hij zich met Lenin zonder echter zijn ideeën omtrent de Beweging van Godbouwers los te laten. Hij werd lid van het Centraal Comité van de bolsjewistische partij Hij nam deel aan de Oktoberrevolutie en werd door Lenin benoemd tot volkscommissaris (minister) van Onderwijs, Voorlichting en Wetenschappen (Narkompros). In die functie hervormde hij het onderwijs en maakte de kunsten en wetenschappen dienstbaar aan het socialisme. Aan het begin van zijn ministerschap was nog ruim 65% van de volwassen bevolking analfabeet, maar aan het einde van zijn ministerschap was dit aantal gedaald tot minder dan 1%.
Na het overlijden van Lenin was hij een van de grootste voorstanders van de balseming en tentoonstelling van Lenins lijk. Tijdens het conflict tussen Stalin enerzijds en Trotski anderzijds weigerde hij partij te kiezen. In 1929 trad hij als volkscommissaris af.
Hij vertegenwoordigde in 1930 met Maxim Litvinov (volkscommissaris van Buitenlandse Zaken) de Sovjet-Unie bij de Volkenbond te Genève. In 1933 werd Loenatsjarski door Stalin aangesteld als ambassadeur in Spanje, maar hij overleed op weg naar zijn standplaats.
Loenatsjarski was actief als auteur, vooral als schrijver van toneelstukken, zoals Faust en de stad (1918) en De Bevrijding van Don Quichot (1922). Als schrijver keerde hij zich scherp tegen de "Westerse decadentie" (= communistische term voor alles wat Westers is), doch was in wezen een avantgardist. Hij was een voorstander van het socialistisch realisme.
Loenatsjarski was een vriendelijk man die ondanks zijn kritiek op het Westen, toch aanzienlijk populair was in de jaren 20 in West-Europa en Noord-Amerika.

## Werken
- Verzamelde werken, 6 dln. (1963 uitgegeven)
- Toneelstukken (1963 uitgegeven)

- Bibsys: 90063154
- Biblioteca Nacional de Chile: 000463352
- Biblioteca Nacional de España: XX1023355
- Bibliothèque nationale de France: cb134832006 (data)
- Catàleg d'autoritats de noms i títols de Catalunya: 981058617617106706
- CiNii: DA00650593
- Gemeinsame Normdatei: 118818694
- Historisch woordenboek van Zwitserland: 028377
- International Standard Name Identifier: 0000 0004 3078 0968
- Library of Congress Control Number: n50043006
- Nationale Bibliotheek van Letland: 000067371
- Bibliotheek van het Japanse parlement: 00448207
- Nationale Bibliotheek van Tsjechië: jn19981001778
- Nationale bibliotheek van Australië: 36225635
- Nationale Bibliotheek van Israël: 987007274862705171
- Nationale Bibliotheek van Polen: a0000001185148
- Nationale en Universitaire bibliotheek Zagreb: 000024386
- Nederlandse Thesaurus van Auteursnamen: 07019646X
- Russische Staatsbibliotheek: 000081508
- Istituto Centrale per il Catalogo Unico: IEIV016087
- LIBRIS: 72667
- SNAC: w6ms4ck1
- Système universitaire de documentation: 035498730
- Trove: 1232718
- Union List of Artist Names: 500321748
- Virtual International Authority File: 74003029
- WorldCat: E39PBJr844H7WGPKXfrX6TbGHC